# 380

## Събития
- Чрез специален едикт, издаден от император Теодосий I, християнството е обявено за официална и задължителна религия за поданиците на Римската империя